# Narcissus eugeniae
Narcissus eugeniae es una especie de planta bulbosa perteneciente a la familia de las amarilidáceas que es endémica del Sistema Ibérico, en España. Su hábitat natural son los pantanos y tierras de regadío. Está amenazada por la pérdida de hábitat.  

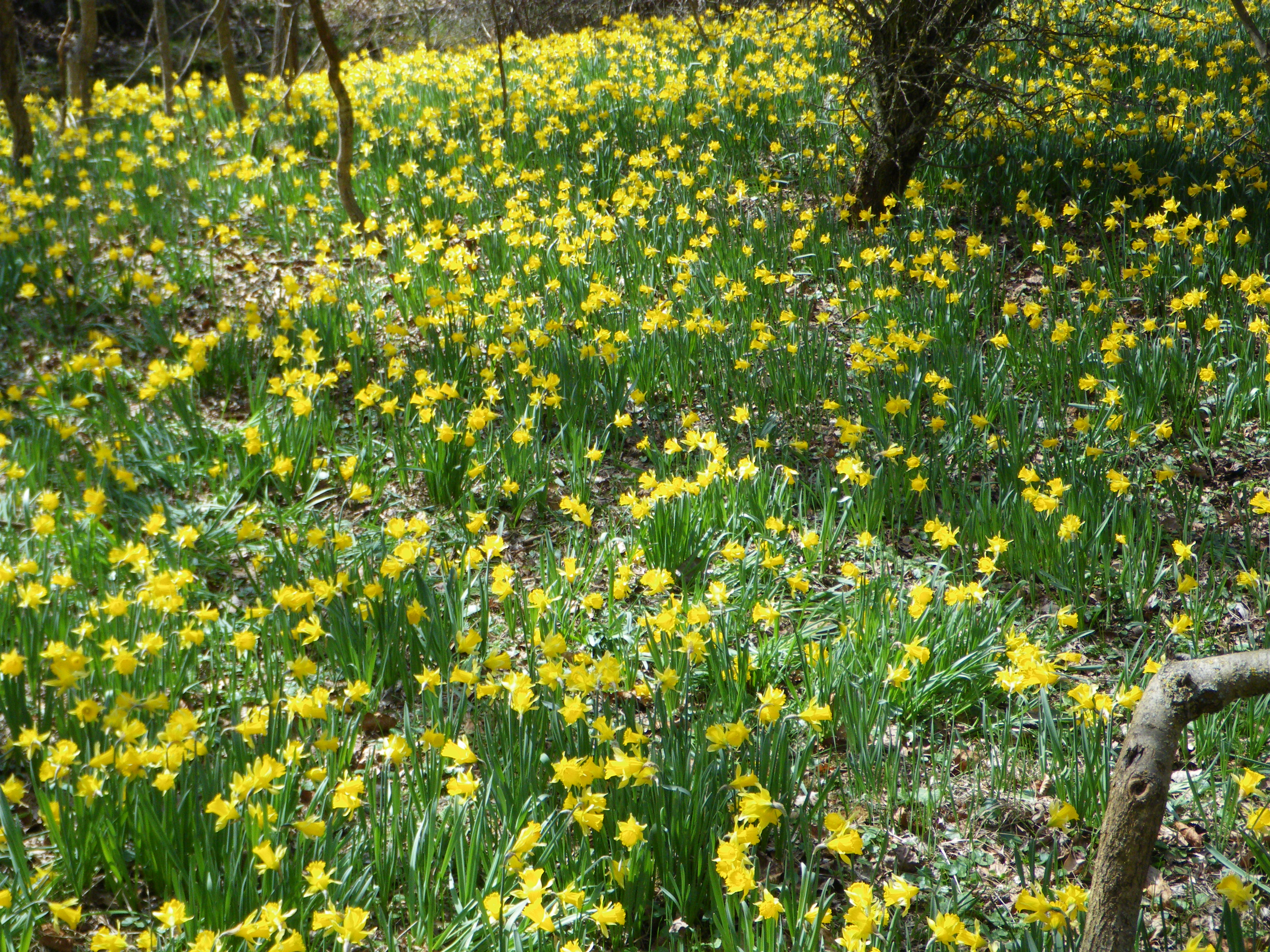
En su hábitat

## Descripción
Narcissus eugeniae tiene un porte de 6 a 40 cm. Sus flores de color amarillo vivo, a veces con los tépalos de amarillo pálido a blanquecinos. Su floración se produce entre febrero a abril.

## Distribución y Hábitat
Narcissus eugeniae es un endemismo ibérico y está extendido por gran parte de la zona central de la península ibérica (Sistemas Ibérico y Central, montes de Toledo y sierras aledañas y norte y centro de Portugal.
En su hábitat, crece entre los 500 a 1850 m de altitud y ceece en principalmente en los prados higrófilos de montaña, en los herbazales que se forman en los bordes de arroyos, en los juncales y en las praderas húmedas que temporalmente pueden anegarse; también aparece en las orlas herbáceas de distintos bosques caducifolios (abedulares, alisedas, melojares) y, ocasionalmente en las repisas de los roquedos. Indiferente al substrato, se desarrolla en lugares de suelos encharcados o muy húmedos, principalmente los de textura arcillosa o rocosa y en exposiciones de soleadas a sombreadas. Con frecuencia crece en asociación con Erica erigena.

## Taxonomía
Narcissus eugeniae fue descrita por el botánico español Francisco Javier Fernández Casas y publicado en Fontqueria 1: 11, en el año 1982.
Citología
Número de cromosomas de Narcissus pseudonarcissus subsp. portensis (Fam. Amaryllidaceae) y táxones infraespecíficos: Narcissus  confusus Pugsley: n=14; 2n=28
Etimología
Narcissus nombre genérico que hace referencia  del joven narcisista de la mitología griega Νάρκισσος (Narkissos) hijo del dios río Cephissus y de la ninfa Leiriope; que se distinguía por su belleza. 
El nombre deriva de la palabra griega: ναρκὰο, narkào (= narcótico) y se refiere al olor penetrante y embriagante de las flores de algunas especies (algunos sostienen que la palabra deriva de la palabra persa نرگس y que se pronuncia Nargis, que indica que esta planta es embriagadora). 
eugeniae: epíteto
Sinonimia
- Narcissus genesii-lopezii Fern.Casas
- Narcissus pseudonarcissus subsp. eugeniae (Fern.Casas) Fern.Casas
- Narcissus pseudonarcissus subsp. radinganorum (Fern.Casas) O.Bolòs & Vigo
- Narcissus pseudonarcissus subsp. radinganorum (Fern.Casas) Mateo & M.B.Crespo
- Narcissus radinganorum Fern.Casas[6]
- Narcissus calcicarpetanus Fern. Casas
- Narcissus confusus Pugsley
- Narcissus hispanicus subsp. perez-chiscanoi (Fern. Casas ) Fern. Casas
- Narcissus perez-chiscanoi Fern. Casas
- Narcissus portensis var. albido-tepaloideus A. Fern., T. Leitão & C. Aguiar
- Narcissus portensis Pugsley
- Narcissus pseudonarcissus subsp. calcicarpetanus (Fern. Casas) Fern. Casas
- Narcissus pseudonarcissus subsp. confusus (Pugsley) A.Fern.
- Narcissus pseudonarcissus subsp. portensis (Pugsley) A. Fern.
- Narcissus pseudonarcissus subsp. pugsleyanus Barra & G. López
- Narcissus pseudonarcissus var. concolor Cout.[7]

## Nombre común
- Castellano: campanitas del diablo, candeleras, junquito.[7]